# Obelisco do Bairro de Fátima
O Obelisco do Bairro de Fátima é um monumento de 37 metros construído como anexo do templo da paróquia católica do bairro de Fátima, em Campo Maior, no estado brasileiro do Piauí.

## História
Sua construção foi iniciada em 1993 e concluída em 1994, pela Diocese de Campo Maior, então administrada pelo bispo Dom Abel Alonso Nuñez, para servir de campanário da igreja e foi projetado pelo arquiteto Antônio Fernando Firmino Andrade Portela, o engenheiro estrutural foi Hélder Araújo Andrade e os trabalhos de mestre de obras foram a cargo do mestre Coutinho, o mestre de obras oficial de Dom Abel.

## Estrutura
Construído em concreto armado com quatro vãos laterais em combogós de cerâmica formando um obelisco de 35 metros mais uma cruz de ferro no ápice, que, ao todo, totalizam 37 metros.